# Bretagne, Indre

Bretagne este o comună în departamentul Indre, Franța. În 1 ianuarie 2022 avea o populație de 122 de locuitori.